# Billy Meier
Billy Meier, vlastním jménem Eduard Albert Meier (* 3. února 1937, Bülach, Švýcarsko) je zakladatel FIGU, Svobodného zájmového společenství v oblasti hraničních a duchovních věd a ufologických studií. Je také původcem přes 1000 kontroverzních fotografií objektů UFO, vzniklých většinou v sedmdesátých letech, a osmi osmimilimetrových filmů. Krom toho předložil zvukové nahrávky údajné mimozemské lodi a též vzorky údajně mimozemských kovů a krystalů. Disponuje více než 120 zdokumentovanými svědky.
Odpůrci považují tyto materiály a svědectví za podvrhy. Meier tvrdí, že se setkává s mimozemšťany a jako cíl svých domnělých kontaktů uvádí specifické učení, které označuje jako Učení pravdy, Učení ducha, Učení života a které do roku 2011 čítá přes 20 000 stran německy psaného textu, z něhož byl do češtiny přeložen pouze zlomek. Mimozemšťané pocházejí podle Meiera z hvězdokupy Plejaren – ta se má nacházet v jiné dimenzi tohoto Vesmíru posunuté vůči té naší o zlomek sekundy do budoucnosti – a nazývají se stejně jako jejich hvězdokupa, tedy Plejaren. Popisuje je jako humanoidy, bytosti podobné lidem ze Země, avšak mnohem vyspělejší po stránce ducha, vědomí i techniky.
Meier je skeptiky a ufology považován za podvodníka, a je obviňován, že používal pro vytváření falešných fotografií údajné mimozemské kosmické lodi modely. 

## Život
Měl 6 sourozenců, jeho otec byl obuvník. 2. června 1942 údajně společně se svým otcem pozoroval UFO a tentýž rok měl navázat první telepatický i fyzický kontakt s mimozemšťanem Sfath a podniknout s ním první výpravu mezihvězdnou lodí. Sfath jej prý až do roku 1953 zasvěcoval do mnoha vědomostí, např. po stránce specifického Učení ducha, tzv. tvořivě-přírodních zákonitostí, života, meditace, budoucích událostí atd. Meier nemá žádné vyšší potvrzené vzdělání – učil se prý sám a za pomoci svých mimozemských přátel. Vinou údajných intrik prošel několika výchovnými ústavy, z nichž opakovaně utíkal. V roce 1957 vstoupil do francouzské cizinecké legie, ale po několika měsících uprchl a vrátil se do Evropy.
V letech 1953–1964 měla jeho výuku prohloubit mimozemská žena Asket a uvést jej tak na cca 12 let trvající cestu kolem světa, při níž sbíral praktické zkušenosti a vědomosti v celkem 42 zemích světa. V nich se setkal údajně s mnoha světovými vůdci, jako např. s Mahátmou Gándhím, Saddámem Husajnem a Franciscem Francem, a vykonával přes 350 různých zaměstnání. Za účelem studia prošel nejrůznějšími náboženskými hnutími, sektami a tajnými spolky. Stal se žákem a přítelem známých učitelů meditace, např. buddhistického mnicha Dharmawara Mahathera. Mešita Ahmdija v Karáčí v západním Pákistánu mu udělila arabské jméno Mohammed Abdullah. V šedesátých letech byl znám také pod pseudonymem „Fantom“, když pracoval jako soukromý detektiv. V roce 1965 přišel při autobusové nehodě v Turecku o levou ruku. [zdroj?]
Přezdívku „Billy” mu dala Američanka Judy Reed v Teheránu, protože jí svým černým kloboukem a opaskem s revolverem připomínal legendu Divokého západu Billyho Kida. V únoru 1966 se po dvouměsíční známosti oženil s Kalliope Zaphiriou. Společně procestovali Turecko, Pákistán a Indii. Narodily se jim tři děti, dcera Gilgamesha (září 1967), syn Atlantis-Sokrates (srpen 1970) a syn Methusalem (říjen 1973). V roce 1975 údajně zahajuje tzv. oficiální kontakty s mimozemšťankou Semjase a zakládá společenství FIGU. V srpnu 1988 mu byl jménem všech japonských klubů karate propůjčen mistrovský titul pátý dan.
Je proti ničení životního prostředí, proti přelidnění, diskriminaci žen a zneužívání dětí. V boji proti přelidnění propaguje snížení porodnosti pomocí radikálních zákonných opatření a je pro různé formy antikoncepce. Za určitých okolností připouští také potrat a sterilizaci. Uvádí, že člověk nepochází z opice, nýbrž naopak opice z člověka coby odvětvený produkt lidského pravývoje. Původ pozemského lidstva spatřuje ve spojení čistě pozemských lidí s různými mimozemskými rasami, jež údajně významně ovlivnily pozemskou historii. Je proti mučení a trestu smrti, navrhuje pro zločince dočasný nebo doživotní exil. Je proti vegetariánství, doporučuje vyváženou stravu. Podporuje genetický výzkum. Násilí připouští jen v sebeobraně. Odmítá všechna náboženství a sekty, pokud mají co do činění s vírou a kultem.

## Společenství FIGU
FIGU (německy Freie Interessengemeinschaft für Grenz und Geisteswissenschaften und Ufologiestudien, „Svobodné zájmové společenství v oblasti hraničních a duchovních věd a ufologických studií“) založené Meierem roku 1975, se prezentuje následovně:
„Svobodné zájmové společenství je mezinárodně činné společenství stejně smýšlejících lidí, kteří hledají pravdu a usilují o to, orientovat se ve svých myšlenkách, citech a jednáních podle přírodně-tvořivých směrnic.FIGU je financováno dobrovolnými příspěvky členů, dary sponzorů stojících mimo společenství, jakož i prodejem knih, spisů a fotografií atd. Cíl FIGU spočívá v celosvětovém rozšiřování pravdy společně s „Billym“ Eduardem Albertem Meierem (BEAM) a za pomoci Plejaren a jiných forem života nepozemského původu, jež jsou však znalé pravdy a které již od pradávných dob vedou svůj život podle univerzální pravdy a jejích mírových kritérií a účinků. Boj za pravdu je bojem proti lžím, nepravdám a bludným učením, který je nutno vést prostřednictvím informací a poučení. FIGU informuje o pravdě v každé oblasti a ponechává každému člověku právo na jeho vlastní názor. FIGU nepracuje žádným způsobem misionářsky, a tedy nikoliv ve smyslu získávání přívrženců a věřících.“
Centrem celosvětových aktivit FIGU je Semjase-Silver-Star-Center, Hinterschmidrüti 1225, CH-8495 Schmidrüti, Švýcarsko. Z tohoto Centra vychází od roku 1975 celosvětová osvětová činnost FIGU, jež se zaměřuje na vydávání a šíření Meierových materiálů.

## Téma
Kontakty
Kontakty Meiera s mimozemšťany údajně začaly roku 1942 a mají trvat po zbytek jeho života, což do roku 2011 představuje bezmála 70 let trvající kontaktní období. V letech 1942–1953 uvádí kontakty s mimozemšťanem Sfath, v letech 1953–1964 s mimozemšťankou Asket a v letech 1964–1975 údajně veškeré kontakty s mimozemšťany přerušil a cestoval kolem světa. Roku 1975 údajně zahájil tzv. oficiální kontakty s mimozemšťankou Semjase a následně i s dalšími mimozemšťany označovanými jako Quetzal, Ptaah, Nera atd.
Komunikace s mimozemšťany údajně probíhala a nadále probíhá osobně i telepaticky, a sice s rasou označovanou jako Plejaren. Původně používal označení Plejaden, což odkazovalo na nám známé souhvězdí Plejády. Od roku 1995 však Meier hovoří už jen o Plejaren, kteří údajně pocházejí z jiné dimenze tohoto Vesmíru, jež je vůči té naší posunuta o zlomek sekundy do budoucnosti. Hvězdný systém těchto mimozemšťanů se prý jmenuje stejně jako oni, tedy Plejaren. Jejich domovskou planetou má být Erra, jež se velikostí podobá Zemi.
Od 28. ledna 1975 do 18. prosince 2010 údajně absolvoval 971 osobních a 1149 telepatických kontaktů s mimozemšťany z Plejaren a příslušníky jejich Federace, přičemž tyto kontakty mají trvat po zbytek jeho života. Z 519 těchto údajných kontaktů sepsal kontaktní zprávy, tj. údajně doslovné přepisy rozhovorů mezi ním a dotyčnými mimozemšťany. Jeho kontaktní diskuze jsou vysoce detailní a zahrnují celé spektrum témat počínaje tzv. Tvořením (Die Schoepfung) a jeho zákony a přikázáními a konče vědou, reinkarnací, spiritualitou, astronomií, ekologií, zdravím, mezilidskými vztahy a životem vůbec. Krom toho obsahují kontaktní zprávy i celou řadu obecných i zcela konkrétních proroctví a předpovědí, jež prý byly zčásti potvrzeny moderní vědou. Do češtiny bylo v roce 2011 přeloženo pouze prvních deset kontaktů s úvodními texty a výňatky z několika dalších kontaktů.
Plejaren prý Meierovi povolili vytvořit obsáhlý důkazní materiál, aby mohl vyvolat celosvětovou kontroverzi ve věcech UFO a mimozemského života. Dále jej údajně odmalička podporovali ve vývoji jeho vědomí a předávali mu nejrůznější informace a data atd., aby mohl roku 1975 zahájit svůj náročný úkol, jejž označuje jako misi. Ta má spočívat v písemném zachycení a šíření tzv. Učení pravdy, Učení ducha, Učení života, které Meier označuje také jako Učení proroků. Z tohoto Učení má vycházet celosvětová osvěta ve smyslu tzv. tvořivě-přírodních zákonitostí a "přikázání", jež Meier definuje jako doporučení, tj. ve všech ohledech života, vědomí, myšlení, cítění a jednání.
Jiným aspektem Meierova případu je vysoce kontroverzní kniha Talmud Jmmanuel. Meier tvrdí, že jde o německý překlad cca 2000 let starých staroaramejských svitků, které objevil v roce 1963 poblíž Jeruzaléma. Kniha popisuje život a působení muže jménem Jmmanuel, z něhož prý vinou církevních intrik později vznikla imaginární postava Ježíše Krista. Svitky prý za doby života Jmmanuela sepsal jeden z jeho učedníků. Obsah spisu, o němž Meier tvrdí, že je pravý, zpochybňuje základy křesťanské církve. Rozsáhlou studii Talmudu Jmmanuel provedl emeritní profesor, James W. Deardorff, jehož hlavním oborem byla meteorologie.
Meier se stal v průběhu svých údajných kontaktů terčem mohutné a neustávající kritiky, jakož i celkem 21 údajných pokusů o vraždu. Získal si však i celou řadu zastánců po celém světě, mezi nejznámější patří například por. plk. Wendelle C. Stevens, prof. James W. Deardorff, Michael Hesemann, Gary Kinder, Jim Dilettoso a Michael Horn.
Učení ducha
Meier jako cíl svých kontaktů s mimozemšťany uvádí tzv. Učení pravdy, Učení ducha, Učení života, které krom kontaktních zpráv písemně zaznamenal asi ve 40 knihách, desítkách spisů a 411 učebních dopisech, které představují ucelené a systematické studium v této oblasti. FIGU jej definuje následovně:
„Učení života se vztahuje na veškerá fakta lidské existence, evoluce vědomí a celé mentality, stejně jako na ctnosti, rozvoj osobnosti a charekteru, na správný způsob života, mezilidské vztahy, partnerství atd., atp. Učení ducha se oproti tomu zaměřuje na všechny tvořivé a přírodní zákonitosti v každém ohledu, jakož i na tvořivá přikázání, jež platí jako doporučení hodná následování, aby člověk činil zadost zákonům Tvoření. V posledních asi deseti tisících letech se Učení tradovalo prakticky jen ústně a pouze velmi málo bylo předkládáno v písemné formě. To však vedlo k tomu, že sektářská krvavá náboženství, stejně jako náboženské či polonáboženské organizace dokázaly kolem Učení ducha zosnovat bájná mysteria, což vedlo k nehoráznému zfalšování, a sice až do dnešní doby. Zákony a přikázání Tvoření a přírody obsahují vlastní Učení ducha, jehož šíření je nejdůležitějším úkolem ‚Svobodného zájmového společenství‘ společně s ‚Billym‘ Eduardem Albertem Meierem.“
Mezi jeho díla patří např. následující knižní tituly: Kalich pravdy; OM; Arahat Athersata; Genesis; Dekalog/Dodekalog; Talmud Jmmanuel; Zákon lásky; Život a smrt; Znovuzrození, život, umírání, smrt a smutek; Úvod do meditace; Meditace z jasného pohledu; Psychika; Direktivy; Způsob, jak žít; Moc myšlenek; Špetka vědění, smyslu a moudrosti; Pozemský člověče, přeji ti ...; Smysluplné, důstojné, hodnotné; Symboly Učení ducha; Vše o fluidové energii, resp. fluidové síly a jiné záležitosti; Klamná představa boha a nemoc klamné představy boha; K zamyšlení; Výchova dětí, mladistvých a dospělých atd. Kromě děl Psychika, Arahat Athersata, Kalich pravdy a Talmud Jmmanuel nebylo žádné z těchto německy psaných děl do listopadu 2023 vydáno v češtině.
Předpovědi a proroctví
Mezi další důkazní materiály Meiera patří i tzv. prorocky přesné informace, resp. jeho předpovědi a proroctví. V nich Meier často zveřejnil nejrůznější vědecké a jiné informace, které měly být později potvrzeny vývojem událostí či vědou. V rámci svého údajného 251. kontaktu, dne 3. února 1995, prý předpověděl Meier např. úder nebo útok ze strany Spojených států a jejich prezidenta (viz válka v Iráku), hrozbu islámského fundamentalismu, riziko chemické války, objevení nové nemoci (viz SARS), rozšíření nemoci šílených krav na další zvířata a lidi, jakož i nehodu atomové elektrárny poblíž Lyonu ve Francii. Jeden z jeho příznivců, Michael Horn ve svém článku Profesionální skupina skeptiků dokazuje, že UFO jsou skutečná uvádí další z Meierových předpovědí a proroctví: „V dubnu 2003 byl Dr. Josephu Veverkovi, předsedovi oddělení astronomie na Cornellově univerzitě, poskytnut dokument se specifickými informacemi o Jupiteru, jeho prstencích a měsících. Tento dokument publikoval Meier v říjnu 1978, pět měsíců předtím, než sonda Voyager 2 dotyčné informace vyfotografovala a poslala zpět k Zemi. Když byl Dr. Veverkovi předložen důkazní prostředek, že Meier popsal měsíc Io jako vulkanicky nejaktivnější těleso ve sluneční soustavě (a sice dříve, než v březnu 1979 existovala první oficiální vědomost o této věci), byl vědec přímý a otevřený: ‚Pokud to řekl 3–5 měsíců předem, tak mohu říct jen to, že má pravdu.‘ Meier dokumentoval také skutečnost, že Jupiter má prstence, popsal složení povrchu planety, zbarvení jejích měsíců, hladký povrch měsíce Io, jakož i fakt, že měsíc Europa je pokryt ledem. Ale co je ještě neuvěřitelnější: Meier přesně popsal složení a zdroj Jupiterových prstenců, 20 let předtím, než roku 1998 vědci z Cornellovy univerzity oznámili své první poznatky ohledně výzkumů v této oblasti!“.
Přelidnění
„Billy“ Eduard Albert Meier již od padesátých let 20. století zdůrazňuje nutnost redukce pozemské populace pomocí radikálních zákonných opatření. Vyslovuje se pro kontrolu porodnosti podle přesně odstupňovaného systému, avšak nepřipouští žádné zabíjení již žijících lidí. Přelidnění Země popisuje jako největší zlo, z něhož vyplývá celý řetězec negativních důsledků, počínaje drancováním přírody, vytěžováním zdrojů a změnou klimatu, konče psychickými poruchami, zvyšováním sociálního napětí, migracemi obyvatelstva a válkami. Přelidnění nepovažuje jen za problém rozvojových zemí, ale za problém celoplanetární, jenž se týká bez výjimky všech zemí i lidí. Zdůrazňuje nutnost rovnováhy mezi úrodnými plochami planety a počtem obyvatelstva. V tomto smyslu navrhuje dosažení přirozené světové populace o počtu cca 529 miliónů lidí.
Kalich pravdy
7. 6. 2021 byl zveřejněn oficiální český překlad stěžejního díla Učení ducha, Kalich pravdy, viz oficiální stránky FIGU-Studiengruppe Česká republika.

##### Talmud Jmmanuel
V prosinci 2022 vyšla kniha Talmud Jmmanuel nově přeložena do češtiny, viz oficiální stránky  FIGU-Studiengruppe Česká republika.

## Kritika
Fotografie a filmy
Jedním z nejdůležitějších důkazů pro Meierova tvrzení má být jeho velká kolekce kontroverzních fotografií. Ta zahrnuje obrázky údajných UFO na švýcarském venkově, spojení kosmických lodí Apollo a Sojuz v roce 1975 či vzdálené astronomické úkazy. Zároveň s těmito fotografiemi předložil i několik 8milimetrových filmů. Kritici jako Kal Korff, Stanton Friedman a Jacques Valle věří, že to jsou podvrhy. Někteří kritici poskytli jako příklad podobné obrázky a předvedli, že některé z Meierových fotografií vypadají jako ofocené z vědeckofantastických knih, kreseb a televizních programů. Další kritika Meierových fotografií zmiňuje chyby, které prý vypovídají o vystřihování, kolážích a použití modelů. Obrázek údajné mimozemšťanky Asket prý znázorňoval herečku Michelle Dellafaveovou z televizního zábavného pořadu Deana Martina.
Oponenti také přišli na to, že rozmazaná fotografie velkého pterosaura připomíná obrázek pteranodona malíře Zdeňka Buriana. Meier tvrdí, že tyto fotografie byly vyměněny tajnými službami a byly mu ve sbírce podvrženy, aby jej zdiskreditovaly.
Poté co se rozpadl vztah s jeho ženou Kalliope, ta v rozhovoru v roce 1997 prohlásila, že UFO na fotkách vypadá jako modely, které si Meier vyráběl z předmětů typu víka od popelnic, připínáčky na koberce a dalších domácích předmětů, a že historky, které vyprávěl o svých dobrodružstvích s mimozemšťany, byly zcela smyšlené. Také prohlásila, že jedna z fotek "mimozemské ženy" s údajným paprskometem v ruce byla ve skutečnosti jejich známá pokrytá zlatou fólií.
Kovové vzorky
V knize Wendella C. Stevense UFO-Kontakt z Plejád: Předběžná vyšetřovací zpráva (1982), se píše: "vzorky mají velmi neobvyklou strukturu oproti běžné pozemské. Většina zkoumaných prvků vykazovala stejné nezemské vlastnosti."
The Independent Investigations Group (IIG) vzorky analyzovala a dospěla k závěru, že nalezeným prvkem byl hliník a nikoli thallium, strukturu, která má být mimozemskou mikromanipulací, lze prý běžně nalézt na povrchu kovů obrobených řeznými nástroji. IIG uvedla, že nenašla žádné důkazy přítomnosti rhenia nebo jiného prvku vzácných zemin.
Svědci
Kromě „Billyho“ Eduarda A. Meiera prý může více než 120 dalších osob dosvědčit nejrůznější události kolem Plejaden/Plejaren a jejich kosmických lodí, jakož i záležitosti kolem BEAM samotného. V roce 2001 vydalo FIGU tzv. knihu svědků (Zeugenbuch), která dokumentuje řadu svědeckých výpovědí mezi léty 1959–2001.

#### DVD
- Contact (Wendelle C. Stevens, Tom Welch, Lee und Brit Elders, Switzerland 1978)
- The Meier Chronicles (Wendelle C. Stevens, Tom Welch, Lee und Brit Elders, Switzerland 1979)
- Beamship – The Metal (Nippon TV, USA 1985)
- Beamship – The Movie Footage (Nippon TV, Switzerland 1979)
- The Meier Contacts: The Key To Our Future Survival (Michael Horn, USA 2004)
- The Silent Revolution Of Truth (Tichá revoluce pravdy) (Michael Horn, USA 2007)